# Waka (Kanu)

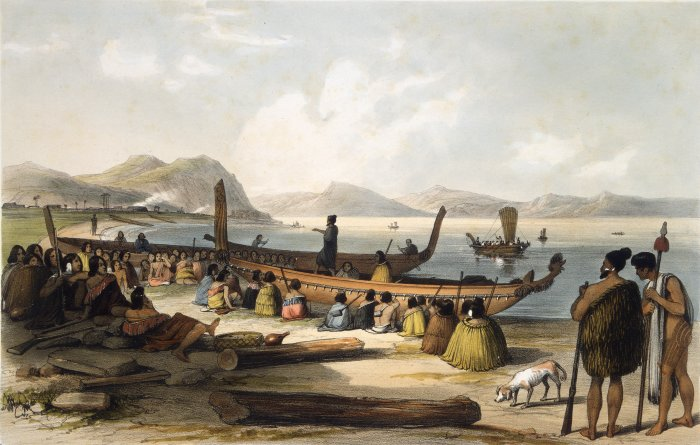
War Speech von Augustus Earle (1838)

Waka ist die maorische Bezeichnung für ein Kanu der Māori in Neuseeland. Es bezeichnet einerseits das Kanu als Boot und andererseits zusammen mit einem Namenszusatz das Kanu, mit dem ihre Vorfahren von Hawaiki nach Neuseeland gekommen sind und von welchem betreffenden Kanu sie abstammen.

## Waka als Bezug zur Abstammung
Der neuseeländische Ethnologe Stephenson Percy Smith fasste Anfang des 20. Jahrhunderts die verschiedenen Stammeserzählungen zusammen und schrieb, dass Kupe, der den Māori-Erzählungen entsprechend als der Entdecker Neuseelands gilt, der Sage nach um 950 n. Chr. nach Neuseeland gekommen ist, Toi um 1150 und die große Immigration, die als „Große Flotte“ bezeichnet und in der Māori-Terminologie heke (Migration) genannt wird, um 1350 stattgefunden haben soll, wobei letzte archäologische Erkenntnisse die Ankunft polynesischer Einwanderer bei 1280 sehen.

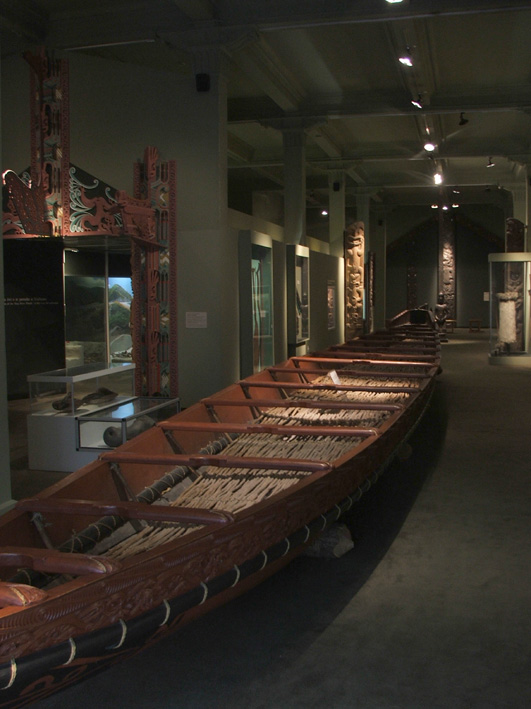
Waka im Otago Museum in Dunedin

Die acht Kanus, die 1350 in Neuseeland angekommen sein sollen und mit denen sich die verschiedenen Stämme der Māori identifizieren, sind:
- Aotea Waka, die Besatzung des Bootes erreichte zuerst Raoul Island der Kermadec Islands, danach Great Barrier Island, umfuhr dann die Nordspitze der Nordinsel, um dann bei Aotea Harbour an Land zu gehen und zu siedeln.[3]
- Arawa Waka, das Kanu erreichte Neuseeland bei Whangaparoa. Die Gruppe siedelte später bei Maketu in der Bay of Plenty.[3]
- Horouta Waka, gehörte zu Toi und wurde von Kahukura angeführt. Sie erreichten Neuseeland bei Ahuahu (Great Mercury Island), eine Insel der Mercury Islands.[4]
- Kurahaupō Waka, verschiedene Stämme beziehen sich auf dieses Kanu und reklamieren unterschiedliche Anführer für sich.[5]
- Mātaatua Waka, landete mit seinem Anführer Puhi über einigen Umwegen in der Tākou Bay in der Region Northland.[6]
- Tainui Waka, das Boot legte ebenfalls zuerst bei Whangaparoa an, fuhr dann aber die Küste weiter entlang nach Westen bis nach Waitematā Harbour. Dort siedelten die Angekommenen.[3]
- Tākitimu Waka, das Kanu wurde angeführt von Ruawharo und soll sich angeblich nach einem Stammesstreit auf den Weg nach Neuseeland gemacht haben. Sie landeten an dem East Cape und haben später auf der Māhia Peninsula gesiedelt.[4]
- Tokumaru Waka, der Stamm der Ngāti Tama führt seine Geschichte auf dieses Kanu zurück.[7] Das Kanu landete zuerst an der East Cape bei Whangara und umfuhr dann die Nordinsel um bei Tongaporutu, an der Westküste der Region Taranaki zu siedeln.[3]

weitere Kanus:
- Māhuhu-ki-te-rangi Waka, ist das Kanu der Vorfahren des Stammes der Ngāti Whātua. Sie sollen zuerst an der Ostküste von Northland gelandet sein und später sich an der Westküste niedergelassen haben. Der Stamm, der sich in Nord und Süd aufgeteilt hatte, hat unterschiedliche Versionen, wer der Anführer des Kanus gewesen ist.[8]
- Māmari Waka, Ruanui begleitete mit seinem Kanu, Nukutawhiti, den Anführer des Ngātokimātāwhaorua-Kanus.[6]
- Ngātokimātāwhaorua Waka, war das ursprüngliche Kanu von Kupe, Mātāwhaorua, das nach Kupes Rückkehr von Neuseeland überarbeitet wurde und unter dem Anführer Nukutawhiti, als Ngātokimātāwhaorua nach Neuseeland zurückkehrte. Nukutawhitis Stamm siedelte anschließend in der Gegend um Hokianga Harbour.[6]
- Nukutere Waka, für den Stamm der Ngāti Porou war der Anführer Whiro der erste, der mit dem Kanu die Ostküste der Nordinsel erreichte.[4]

Von welchem Kanu man abstammte, war und ist für die Māori von großer Bedeutung und Teil ihrer Identität. So ist auch zu erklären, dass bis zu Beginn des 19. Jahrhunderts das Kanu das „Aushängeschild“ eines jeden Stammes war. Doch das 19. Jahrhundert brachte für die Māori drastische Veränderungen in ihrer Kultur und Gesellschaft, bedingt durch den Einfluss europäischer Einwanderer. Das Kanu verlor zusehends als Statussymbol und an seine Stelle trat das Wharenui (Versammlungshaus) im Marae als Ort der Identifikation des Stammes mit seinen Ahnen und seiner Herkunft. Das Kanu wird seither zwar weiter verehrt, aber nur noch zu festlichen Zwecken genutzt, zu Bootsrennen oder als touristische Attraktion und Freizeitaktivität.

## Waka Bootstypen und Beschreibung

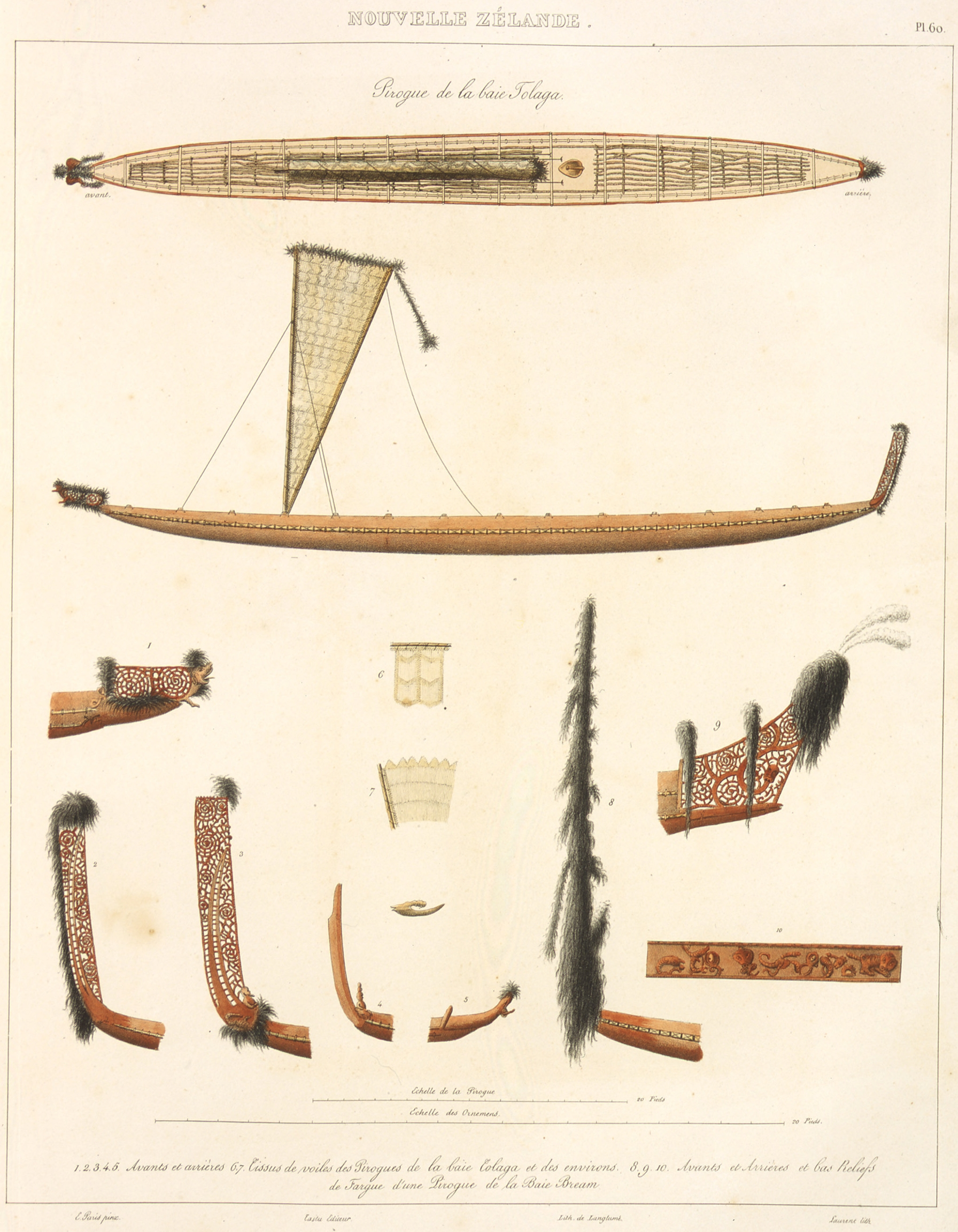
Zeichnung eine Kanus von der Tolaga Bay (1827) von Edmond-François Paris

Der Rumpf der Kanus der Māori und derjenigen, die für die Überfahrt nach Neuseeland verwenden wurden, bestanden aus einem Stück und wurden aus langen Baumstämmen gefertigt. Die Boote der polynesischen Einwanderer waren ursprünglich kleiner und instabiler als die Kanus der Māori in Neuseeland. Sie waren kürzer und schmaler und wurden in der Regel mit einem Ausleger versehen, um den Booten Stabilität zu verleihen. Forscher gehen davon aus, dass für die lange Reise über den Pazifischen Ozean keine Boote mit Ausleger verwendet wurden, sondern zwei Boote im Abstand parallel miteinander verbunden wurden, um so auf hoher See zu allen Seiten eine höhere Stabilität zu bekommen. Die Kanus wurden für die bis zu einem Monat lang dauernde Reise mit Segeln ausgerüstet.
Die Kanus der Māori können in vier Kategorien unterteilt werden:
- Waka taua - Kriegskanu - Diese Kanus waren mit bis zu 30 m die längsten Kanus und konnten bis zu 100 Kriegern Platz bieten.
- Waka tētē - Kanu zum Fischen - Diese Kanus wurde in Flüssen und im Meer zum Fischen genutzt, aber auch zum Transportieren von Waren.
- Waka tīwai - Flusskanu - Diese Kanus waren leicht gebaut und konnten schnell über runde Hölzer rollend zu Wasser gelassen werden. Sie wurden auch zum Vergnügen und für Bootsrennen verwendet.
- Mōkihi - Dies waren eigentlich keine Kanus, sondern Flöße, die aus Schichten von Holz, Rohr oder Flachs zusammengebunden wurden. Diese Flussgefährte wurden zum Fischen verwendet.[10]

## Archäologische Funde
2012 wurde an der Nordwestküste der Südinsel von Neuseeland nahe dem Anaweka River ein hölzernes Wrack eines Kanus gefunden, das Archäologen ungefähr auf das Jahr 1400 datieren können. Die Bauweise des Kanus ließ Ähnlichkeiten mit denen erkennen, die auf den südlichen Cookinseln zu finden waren. Auch das Relief einer Meeresschildkröte, am seitlichen Heck des Bootes eingearbeitet und als Tiersymbol unter den Māori nicht zu finden, weist auf polynesischen Ursprungs hin. Der Bootskörper hatte eine Länge von gut 6 Metern und war an seiner breitesten Stelle 85 cm breit. Die Innenseiten besaßen quer verlaufende eingearbeitete Rippen, die für bekannte Māori-Kanus auch untypisch sind. Das Boot muss zudem ein Segel besessen haben. Ob dieser archäologisch wertvolle Fund zu den Booten gehörte, mit denen die polynesischen Vorfahren nach Neuseeland gekommen sind, lässt sich nicht bestimmen. Das Kanu gibt aber einen weiteren Aufschluss über die Bauart und Verwendung der Kanus der Māori, die zu Beginn ihres Siedelns in Neuseeland noch verwendet wurden.

## Weitere Bedeutungen
Waka kann auch als Begriff für „langer schmaler Behälter“, „Wassertrog“ oder „Schar“ (von Vögeln) genommen werden und bedeutet in seiner Wortzusammensetzung ' waka huia ' Schatztruhe.